# Harison da Silva Nery
Harison da Silva Nery (* 2. Januar 1980 in Belém) ist ein ehemaliger brasilianischer Fußballspieler.

## Karriere
Der 1,75 Meter große Mittelfeldspieler begann seine Karriere in der Jugend des FC São Paulo. 2001 wechselte er in die Profiabteilung des Santa Cruz FC in die Série A. Nach einer Spielzeit wechselte Harison zum japanischen Verein Urawa Red Diamonds, bei welchem er für zwei Jahre unter Vertrag stand. 2002 wechselte er zum Ligakonkurrenten Vissel Kōbe, wo er ebenfalls für zwei Spielzeiten unterzeichnete. 2003 stand Harison noch kurz im Kader von Gamba Osaka und verbrachte letztendlich drei Jahre seiner Karriere in Ostasien.
Im Jahr 2004 kehrte er wieder nach Brasilien zurück und zwar zum Guarani FC. Doch für Guarani spielte er nur eine Spielzeit, im Jahr 2005 stand er schon wieder für die AA Ponte Preta auf dem Platz. Zur Saison 2005/06 wagte Harison den Sprung nach Europa, nämlich zum portugiesischen Erstligisten União Leiria, wo er in seiner Debütsaison auf Anhieb den Sprung in die Stammelf schaffte und bis zum Saisonende 24 Ligaspiele absolvierte. Obwohl Harison für Leiria häufig eingesetzt wurde, kehrte er 2007 für 17 Ligaspiele und zwei Tore in sein Heimatland zum Goiás EC. Zur Rückrunde der Saison 2007/08 spielte er wieder in Portugal und absolvierte elf Ligaspiele mit einem Torerfolg für seinen alten Klub. Danach kehrte er den Portugiesen jedoch endgültig den Rücken und unterschrieb einen Vertrag bei al-Ahli in Saudi-Arabien. Im Jahr 2009 war er an den Ligakonkurrenten al-Wahda ausgeliehen, doch auch von dort sind keine Statistiken bekannt.
2009 unterzeichnete er einen Vertrag für eine Spielzeit bei seinem Ex-Klub Guarani FC, wo Harison in vier Ligaspielen zum Einsatz. Im folgenden Jahr half er dem Sertãozinho FC während der Staatsmeisterschaft von São Paulo aus und wurde in sechs Spielen eingesetzt (1 Tor). Im zweiten Halbjahr des Jahres 2010 zog es ihn wieder nach Asien. Dieses Mal jedoch nicht nach Japan, sondern nach China, wo er für die Chengdu Blades (2010) und Shenzhen Phoenix (2011) spielte. Von 2012 bis 2014 hießen seine Stationen Paysandu SC, Grêmio Barueri, Clube Náutico Marcílio Dias sowie Duque de Caxias FC.

## Erfolge
São Paulo
- Torneio Rio-São Paulo: 2001